# I figli di Medea
I figli di Medea è un "teledramma" italiano del 1959, diretto da Anton Giulio Majano e interpretato da Enrico Maria Salerno e Alida Valli. È stato trasmesso in diretta televisiva il 9 giugno 1959 sul Programma Nazionale.
L'originale televisivo divenne un sensazionale evento mediatico dal momento che molti telespettatori, non rendendosi conto che si trattava di una finzione, percepirono l'evento come reale, in modo analogo a quanto accaduto con la trasmissione radiofonica di Orson Welles The War of the Worlds del 1938 negli Stati Uniti (a cui gli autori del programma si erano ispirati), e inondarono di telefonate il centralino di un ospedale di Torino.

## Trama
La messa in onda della prima puntata dello sceneggiato I figli di Medea, interpretato dall'attrice Alida Valli, viene interrotto in modo brusco dalla Rai per annunciare il rapimento da parte dell'attore Enrico Maria Salerno del figlio avuto dall'attrice con quest'ultimo.
Il bambino necessita della somministrazione periodica di un medicinale salvavita, ma l'attore rifiuta di rivelare dove lo tiene nascosto, ottenendo in cambio di poter parlare alla televisione. Viene così chiesto ai telespettatori di telefonare al numero 696 in caso di avvistamento dell'attore in procinto di entrare in qualche abitazione per nascondere il figlio.
L'attore inizia così un monologo avente come tema principale i mezzi di comunicazione e di informazione e il loro uso distorto, monologo che viene bruscamente interrotto dall'annuncio del ritrovamento del fanciullo e dall'intervento in scena delle forze dell'ordine che arrestano l'attore. Tutto sembra tornato alla normalità, ma un nuovo collegamento in diretta si rende subito necessario poiché Enrico Maria Salerno ha estratto una pistola che teneva nascosta e minaccia ora di togliersi la vita.
Riprende il monologo dell'attore verso le telecamere, che l'attore termina, addormentandosi sotto l'effetto di un sedativo somministratogli a sua insaputa nell'acqua che aveva chiesto per dissetarsi.

## Produzione
Il soggetto e la sceneggiatura furono scritti da Vladimiro Cajoli (ispirandosi alla trasmissione radiofonica The War of the Worlds di Orson Welles) e vennero da lui presentati al Concorso Nazionale Originali Televisivi della Rai del 1959. Il soggetto vinse il premio e per questo fu proposto ad Anton Giulio Majano che accettò di dirigerlo.

## Accoglienza
Il programma televisivo, presentato come un vero sceneggiato ad ambientazione mitologica, interrotto bruscamente dal rapimento del figlio dell'improbabile coppia formata da Alida Valli ed Enrico Maria Salerno da parte dello stesso padre, ebbe l'effetto di venire percepito come reale, in modo simile a quanto avvenne nel caso della trasmissione del programma radiofonico The War of the Worlds.
Molti telespettatori inondarono il centralino dell'Ospedale delle Molinette di Torino, che rispondeva al numero 696, di telefonate apprensive o di vere e proprie segnalazioni sul presunto avvistamento dell'attore con il fanciullo, nonostante i fatti rappresentati in diretta sul piccolo schermo avvenissero invece a Roma. Comunque, anche la sede della Rai fu tempestata di telefonate. L'intento degli autori, far cadere nell'inganno i telespettatori facendogli credere che si trattasse di un reale rapimento, fu così raggiunto.
Fa parte della finzione anche il ruolo della "signorina buonasera" Nicoletta Orsomando, che, interpretando sé stessa, annuncia la finzione come fosse un reale sceneggiato televisivo, per poi apparire in schermo, scusandosi per l'interruzione, interrompendo la trama mitologica per spiegare l'accaduto, introducendo il dottor Vinciguerra (Tino Bianchi) e il dottor Vailati (Ferruccio De Ceresa). Il ruolo della Orsomando, allora già popolare, contribuisce a dare credibilità alla messa in scena, rendendo plausibile l'interruzione dello sceneggiato e il collegamento con Enrico Maria Salerno. Infine è sempre la Orsomando a svelare la beffa, che viene definita "mito interrotto", presentando sia gli attori del "mito" sia quelli della "interruzione".
Il teledramma si rivela anticipatore della televisione dell'omologazione culturale dei tempi successivi e di tematiche controverse quali la strumentalizzazione dei mezzi di informazione, del "dolore in diretta", così come dei reality e di programmi con intervento del pubblico da casa, quale soprattutto Chi l'ha visto?.